# Cellini, l'or et le sang
Pour plus de détails, voir Fiche technique et Distribution.
Cellini, l'or et le sang (Una vita scellerata) est un film italien réalisé par Giacomo Battiato en 1990,.

## Synopsis
La vie et la mort de Benvenuto Cellini qui fut tour à tour artiste de la Renaissance, soldat et aventurier dont la vie a été marquée par des multiples épreuves.

## Fiche technique
- Titre : Cellini, l'or et le sang
- Titre original : Una vita scellerata
- Réalisation : Giacomo Battiato
- Scénario : Vittorio Bonicelli d'après l'autobiographie La Vie de Benvenuto Cellini écrite par lui-même de Benvenuto Cellini
- Musique : Franco Battiato
- Photographie : Dante Spinotti
- Montage : Élisabeth Couque et Claudio Di Mauro
- Production : Ritza Brown et Raffaello Monteverde
- Société de production : Leader Cinematografica, Cinémax, Rai 2 et Beta Taurus
- Société de distribution : Artédis (France)
- Pays :  Italie,  France et  Allemagne
- Genre : Biopic, drame et historique
- Durée : 118 minutes
- Dates de sortie : 
  -  Italie : 5 mai 1990
  -  France : 26 juin 1991

## Distribution
- Wadeck Stanczak : Benvenuto Cellini
- Max von Sydow : Clément VII
- Ennio Fantastichini : Cosme de Médicis
- Pamela Villoresi : Fiore
- Ben Kingsley : le gouverneur
- Sophie Ward : Sulpizia
- Bernard-Pierre Donnadieu : François Ier
- Amanda Sandrelli : Pantasilea
- Maurizio Donadoni : Rosso Fiorentino
- Tony Vogel : Baccio
- Lorenza Guerrieri : Faustine
- Florence Thomassin : Madame d’Estampes

## Distinction
- 1991 : Efebo d'oro[3].